# Championnat de Colombie de football 1977
Navigation
Saison précédente Saison suivante
La saison 1977 du Championnat de Colombie de football est la trentième édition du championnat de première division professionnelle en Colombie. Les quatorze meilleures équipes du pays sont regroupées au sein d'une poule unique, où elles s'affrontent lors de deux tournois saisonniers, disputés en matchs aller et retour. La poule nationale pour le titre voit s'affronter les six meilleures équipes sur l'ensemble des deux tournois. À l'issue de la compétition, il n'y a ni promotion, ni relégation.
C'est le club de l'Atlético Junior qui remporte la compétition, après avoir terminé en tête de l' Hexagonal, devant le Deportivo Cali et le CD Los Millonarios. C'est le tout premier titre de champion de l'histoire du club.

## Les clubs participants
| - Independiente Santa Fe - CD Los Millonarios - Deportes Tolima - Atlético Bucaramanga - Once Caldas - Independiente Medellin - Unión Magdalena | - Atlético Nacional - Deportivo Pereira - América de Cali - Cucuta Deportivo - Deportes Quindio - Deportivo Cali - Atlético Junior |

## Compétition
Le barème utilisé pour établir le classement est le suivant -
- Victoire : 2 points
- Match nul : 1 point
- Défaite : 0 point

### Tournoi Ouverture

#### Classement
| Rang | Équipe                 | Pts | J  | G  | N  | P  | Bp | Bc | Diff |
| ---- | ---------------------- | --- | -- | -- | -- | -- | -- | -- | ---- |
| 1    | Atlético Junior        | 35  | 26 | 12 | 11 | 3  | 39 | 21 | +18  |
| 2    | Deportivo Cali         | 33  | 26 | 13 | 7  | 6  | 47 | 33 | +14  |
| 3    | América de Cali        | 29  | 26 | 11 | 7  | 8  | 38 | 32 | +6   |
| 4    | Independiente Santa Fe | 29  | 26 | 8  | 13 | 5  | 33 | 30 | +3   |
| 5    | CD Los Millonarios     | 28  | 26 | 10 | 8  | 8  | 40 | 33 | +7   |
| 6    | Atlético NacionalT     | 28  | 26 | 10 | 8  | 8  | 29 | 24 | +5   |
| 7    | Once Caldas            | 28  | 26 | 11 | 6  | 9  | 36 | 36 | 0    |
| 8    | Independiente Medellín | 28  | 26 | 9  | 10 | 7  | 31 | 27 | +4   |
| 9    | Deportes Quindío       | 27  | 26 | 9  | 9  | 8  | 29 | 33 | -4   |
| 10   | Unión Magdalena        | 23  | 26 | 7  | 9  | 10 | 22 | 33 | -11  |
| 11   | Atlético Bucaramanga   | 22  | 26 | 4  | 14 | 8  | 26 | 34 | -8   |
| 12   | Deportivo Pereira      | 21  | 26 | 7  | 7  | 12 | 26 | 36 | -10  |
| 13   | Deportes Tolima        | 20  | 26 | 6  | 8  | 12 | 30 | 35 | -5   |
| 14   | Cúcuta Deportivo       | 13  | 26 | 3  | 7  | 16 | 29 | 48 | -19  |

### Tournoi Clôture

#### Classement
Groupe A :
| Rang | Équipe                 | Pts | J  | G  | N | P | Bp | Bc | Diff |
| ---- | ---------------------- | --- | -- | -- | - | - | -- | -- | ---- |
| 1    | Deportivo Cali         | 29  | 21 | 12 | 5 | 4 | 36 | 18 | +18  |
| 2    | CD Los Millonarios     | 26  | 21 | 9  | 8 | 4 | 30 | 21 | +9   |
| 3    | Atlético NacionalT     | 24  | 21 | 8  | 8 | 5 | 26 | 23 | +3   |
| 4    | Independiente Santa Fe | 22  | 21 | 9  | 4 | 8 | 33 | 26 | +7   |
| 5    | América de Cali        | 21  | 21 | 6  | 9 | 6 | 26 | 25 | +1   |
| 6    | Once Caldas            | 20  | 21 | 6  | 8 | 7 | 35 | 38 | -3   |
| 7    | Atlético Junior        | 18  | 21 | 5  | 8 | 8 | 18 | 26 | -8   |

Groupe B :
| Rang | Équipe                 | Pts | J  | G | N  | P  | Bp | Bc | Diff |
| ---- | ---------------------- | --- | -- | - | -- | -- | -- | -- | ---- |
| 1    | Atlético Bucaramanga   | 22  | 21 | 6 | 10 | 5  | 23 | 21 | +2   |
| 2    | Deportes Quindío       | 20  | 21 | 7 | 6  | 8  | 20 | 25 | -5   |
| 3    | Cúcuta Deportivo       | 20  | 21 | 6 | 8  | 7  | 21 | 25 | -4   |
| 4    | Unión Magdalena        | 20  | 21 | 6 | 8  | 7  | 21 | 25 | -4   |
| 5    | Deportivo Pereira      | 18  | 21 | 5 | 8  | 8  | 23 | 27 | -4   |
| 6    | Independiente Medellín | 18  | 21 | 4 | 10 | 7  | 27 | 29 | -2   |
| 7    | Deportes Tolima        | 16  | 21 | 5 | 6  | 10 | 16 | 26 | -10  |

### Classement cumulé
| Rang | Équipe                 | Pts | J  | G  | N  | P  | Bp | Bc | Diff |
| ---- | ---------------------- | --- | -- | -- | -- | -- | -- | -- | ---- |
| 1    | Deportivo Cali         | 62  | 47 | 25 | 12 | 10 | 83 | 51 | +32  |
| 2    | CD Los Millonarios     | 54  | 47 | 19 | 16 | 12 | 70 | 54 | +16  |
| 3    | Atlético Junior        | 53  | 47 | 17 | 19 | 11 | 57 | 47 | +10  |
| 4    | Atlético Nacional      | 52  | 47 | 18 | 16 | 13 | 55 | 47 | +8   |
| 5    | Independiente Santa Fe | 51  | 47 | 17 | 17 | 13 | 66 | 56 | +10  |
| 6    | América de Cali        | 50  | 47 | 17 | 16 | 14 | 64 | 57 | +7   |
| 7    | Once Caldas            | 48  | 47 | 17 | 14 | 16 | 71 | 74 | -3   |
| 8    | Deportes Quindío       | 47  | 47 | 16 | 15 | 16 | 49 | 58 | -9   |
| 9    | Independiente Medellín | 46  | 47 | 13 | 20 | 14 | 58 | 56 | +2   |
| 10   | Atlético Bucaramanga   | 44  | 47 | 10 | 24 | 13 | 49 | 55 | -6   |
| 11   | Unión Magdalena        | 43  | 47 | 13 | 17 | 17 | 43 | 58 | -15  |
| 12   | Deportivo Pereira      | 39  | 47 | 12 | 15 | 20 | 49 | 63 | -14  |
| 13   | Deportes Tolima        | 36  | 47 | 11 | 14 | 22 | 46 | 61 | -15  |
| 14   | Cúcuta Deportivo       | 33  | 47 | 9  | 15 | 23 | 50 | 73 | -23  |

|  | Qualification pour l' Hexagonal |
|  | T: Tenant du titre              |

- L'Atlético Bucaramanga obtient sa qualification pour l'Hexagonal grâce à sa place de premier du groupe B du Tournoi de Clôture.

### Hexagonal
| Rang | Équipe                 | Pts | J  | G | N | P | Bp | Bc | Diff |
| ---- | ---------------------- | --- | -- | - | - | - | -- | -- | ---- |
| 1    | Atlético Junior        | 15  | 10 | 7 | 1 | 2 | 14 | 9  | +5   |
| 2    | Deportivo Cali         | 12  | 10 | 5 | 2 | 3 | 20 | 13 | +7   |
| 3    | CD Los Millonarios     | 12  | 10 | 5 | 2 | 3 | 15 | 13 | +2   |
| 4    | Atlético NacionalT     | 10  | 10 | 3 | 4 | 3 | 12 | 10 | +2   |
| 5    | Independiente Santa Fe | 7   | 10 | 2 | 3 | 5 | 13 | 17 | -4   |
| 6    | Atlético Bucaramanga   | 4   | 10 | 2 | 0 | 8 | 12 | 24 | -12  |

|  | Qualification pour la Copa Libertadores 1978 |
|  | T: Tenant du titre                           |

## Bilan de la saison
| Championnat de Colombie de football 1977 |                             |
| Champion                                 | Atlético Junior (1er titre) |
| Qualifications continentales             |                             |
| Copa Libertadores 1978                   | Atlético Junior             |
| Copa Libertadores 1978                   | Deportivo Cali              |
| Promotions et relégations                |                             |
| Promus en Primera A                      | Aucun                       |
| Relégués en Primera B                    | Aucun                       |